# Marcelów (powiat zduńskowolski)
Marcelów – wieś w Polsce położona w województwie łódzkim, w powiecie zduńskowolskim, w gminie Zapolice.
| SIMC    | Nazwa     | Rodzaj    |
| ------- | --------- | --------- |
| 0721219 | Zygmuntów | część wsi |

W latach 1975–1998 miejscowość należała administracyjnie do województwa sieradzkiego.